# Сражение при Бланштаке
Сражение при Бланштаке — сражение, состоявшееся между английскими и французскими войсками в 1346 году близ города Бланштак во время Столетней войны. Победа в нём позволила англичанам пересечь реку Сомму и способствовала последующей победе при Креси.

## Предыстория
После взятия и разграбления Кана английская армия прошла на восток вдоль реки Сены, в то время как французские войска отступили перед наступающим противником, используя то, что позже стало известно как «тактика выжженной земли», пытаясь заставить англичан голодать. Эта стратегия потерпела неудачу, когда 14 августа англичане захватили незащищённый брод на Сене в Пуасси и навели понтонный мост для пересечения реки. Это угрожало Парижу и вызвало тревогу среди французского населения, но на самом деле это создавало преимущество для французов, так как английская армия теперь была зажата между реками Сеной и Соммой. Каждый мост и брод через реки был взят под усиленную охрану, король Филипп VI перенёс свою ставку в Амьен, а затем повёл свою армию к равнине между реками в попытке выследить английскую армию.
Эдуард III тем временем был полон решимости взломать французскую блокаду Соммы и зондировал броды в нескольких точках в конце августа, безрассудно атакуя Анжест и Пон-Реми, после чего стал медленно двигаться на север вдоль западного берега реки, пытаясь найти брод. За ним следовала французская армия, которая, однако, никак не могла найти удобное место для атаки. 23 августа французский отряд атаковал англичан у Буасмона, но был разгромлен и перебит, а город сгорел дотла. Вечером 24 августа английская армия стала лагерем в городе Аше, в то время как французская армия была всего в шести милях от Абвиля, охраняя мост. В течение ночи Эдуард был проинформирован местным жителем-англичанином или французским пленником, что всего в четырёх километрах, недалеко от деревни Сенвиль, есть небольшой брод Бланштак («Blanchetaque» — «Белые камни»), который, вероятно, не охраняется. Эдуард немедленно свернул лагерь в середине ночи и направил всю свою армию в сторону реки.

## Битва
По прибытии к реке англичане обнаружили, что французы оборудовали свои позиции сильнее, чем считалось ранее. Переправу охраняло 3500 солдат под командованием многоопытного французского генерала Годемара дю Фуа. Другая проблема заключалась в приливе, который — всего в десяти милях от побережья — был высоким, и было неизвестно, снизится ли уровень воды до приемлемой отметки в течение ближайших часов. За это время обе стороны подготовились в бою, и Эдуард решил, что пришло время атаковать. К тому времени английские солдаты, голодные и измотанные маршем, испытывали упадок боевого духа. Французские же силы были выстроены вдоль наклонного берега, это были лучшие солдаты во главе с 500 рыцарями по центру.
Около 8 часов утра 100 английских конных рыцарей и оруженосцев пошли вброд под руководством Реджинальда де Кобема, 1-го барона Кобема, и Уильяма де Богуна, 1-го графа Нортгемптона. Их поддерживало большое количество лучников, которые стали осыпать градом стрел французские позиции, прикрывая прорыв своих рыцарей. Генуэзские арбалетчики на французской службе были не в состоянии ответить тем же — другая сторона реки была недосягаема для их арбалетов. Схватка завязалась на берегу реки: король Эдуард бросал всё новые силы в прорыв, захватывая плацдармы на французском берегу. Сочетание пехотных атак и точной стрельбы из длинного лука заставили французские силы отступать, пока их линии не сломались, и они не бежали в Абвиль, преследуемые английской кавалерией.
Через полтора часа после того, как французские линии были взломаны, вся английская армия преодолела брод и двинулась на север, в сельскую местность, богатую продовольствием. Французы были настолько уверены в том, что англичане не смогут взломать их оборону на Сомме, что перебросили войска из этого региона в другие местности, и англичане смогли пополнить запасы, сжигая города Нойель-сюр-Мер и Ле-Кротуа. Король Филипп пытался преследовать врага и даже захватил несколько самых медленных обозов английской армии, но Эдуард использовал передышку, чтобы подготовить позицию у Креси, где встретил французскую армию на следующий день.

## Последствия
Без победы у Бланштака Эдуард не смог бы ни прокормить свою армию, ни найти позицию для победы в своей самой известной битве при Креси два дня спустя. Трудно судить о последствиях возможного поражения англичан у Бланштака, но оно вполне могло означать конец для Эдуарда и его армии. Потери сторон не ясны, считается, что около 2000 французских солдат были убиты в бою или при отступлении, последовавшем за ним. Английские потери менее известны, но, по всей видимости, были значительно меньше, чем французские.